# 아스팔트 (비디오 게임 시리즈)
《아스팔트》(영어: Asphalt)는 게임로프트가 개발하고 배급하는 레이싱 비디오 게임 시리즈이다.
시리즈의 첫 번째 게임인 《아스팔트: 어반 GT》는 2004년 닌텐도 DS와 N-게이지용으로 휴대 전화용 J2ME 버전과 함께 출시되었다. 곧이어 다양한 다른 플랫폼으로 이어졌으며, 《아스팔트 오버드라이브》, 《아스팔트 니트로》, 절차적 생성을 판매 포인트로 하는 보급형 장치용 《아스팔트》 최소 버전인 《아스팔트 익스트림》, 드래그 레이싱 게임 《아스팔트 스트리트 스톰》과 같은 많은 스핀오프도 출시되었다.

## 역사
시리즈의 첫 번째 메인라인 게임은 2004년 11월 21일 닌텐도 DS와 N-게이지용으로 발매된 《아스팔트: 어반 GT》이며, J2ME 휴대 전화의 간이 버전은 12월 2일에 발매되었다. 그러나 게임로프트의 유튜브 채널에 있는 한 동영상에는 그들의 《스피드 데빌》의 휴대 전화판이 이 시리즈의 첫 번째 게임이라고 나와 있다.
《아스팔트 4: 엘리트 레이싱》은 iOS용으로 출시된 시리즈 중 첫 번째 게임이다. 《아스팔트 6: 아드레날린》은 macOS용으로 출시되는 시리즈 중 첫 번째 게임이다. 이 시리즈의 이후 가정용 컴퓨터는 마이크로소프트 윈도우 전용으로 출시되며, 《아스팔트 7: 히트》는 윈도우 스토어에서 처음 출시되었다.
《아스팔트 8: 에어본》은 iOS, Android, Windows 및 Blackberry 플랫폼용으로 2013년에 출시되어 iOS 앱 스토어 및 구글 플레이 스토어에서 가장 많이 팔린 게임 중 하나가 되었다. 이 시리즈의 12번째 타이틀인 《아스팔트 니트로》는 2015년 5월 안드로이드용 앱스토어에 피처폰용 2.5D J2ME 버전과 함께 조용히 출시되었다. 《니트로》의 주요 판매 포인트는 절차적 생성의 활용으로 인해 게임의 리소스 풋프린트가 작다는 것이었다.
《아스팔트 오버드라이브》라는 제목의 무료 플레이 스핀오프가 2014년 9월 iOS 및 Android용으로 출시되었다. 이 게임은 시리즈의 이전 타이틀과 달리 《템플 런》 프랜차이즈나 《서브웨이 서퍼》와 유사한 "끝없는 주행자"로 표현되며 전통적인 레이싱 모드를 제공하지 않는다. 《오버드라이브》는 아케이드 스타일의 오프로드 레이싱에 초점을 맞춘 《익스트림》에 이어 2016년에는 NaturalMotion의 CSR Racing과 같은 리듬 기반 드래그 레이싱 게임인 《스트리트 스톰》에 이어진다. 《스트리트 스톰》은 2016년 12월 필리핀에서 iOS 기기용으로 조용히 출시되었다. 《아스팔트 9: 레전드》는 2018년 7월, 맥OS는 2020년 1월, 엑스박스 원과 엑스박스 시리즈 X/S는 2021년 8월 31일에 전 세계에 출시되었다.

## 공통 요소
이 시리즈는 《번아웃》과 같은 다른 레이싱 게임의 요소들과 함께 《니드 포 스피드》라는 관점에서 빠른 속도, 아케이드 스타일의 스트리트 레이싱을 강조한다. 스핀오프 게임인 《아스팔트 익스트림》은 이전 게임과 같이 오픈 휠 버기, 스포츠 유틸리티 자동차 및 랠리 카와 함께 오프로드 레이싱 환경에서 진행된다. 이 시리즈의 각 게임은 닷지 다트 GT와 같은 엔트리 레벨 모델부터 부가티 베이론과 같은 슈퍼카, 심지어 메르세데스-벤츠의 바이옴 디자인 연구 같은 컨셉트카까지 다양한 제조사의 라이센스된 스포츠카를 운전하게 한다.
경찰 추적은 특히 초기 게임에서는 반복되는 게임 요소이지만, 《에어본》에서는 스턴트 점프와 곡예 비행을 위해 강조되지 않았다. 그러나 《오버드라이브》와 《니트로》에서는 에어본 이전 게임 요소가 결합되어 돌아왔다.
게임을 진행하는 동안 플레이어들은 점차적으로 다양한 레이스 코스에 접근할 수 있으며, 대부분은 실제 장소와 주요 도시를 모델로 하고 있으며, 레이스에서 벌어들인 돈이나 이후의 게임, 포인트 또는 실제 화폐를 사용한 애플리케이션 내 구매를 통해 차량을 업그레이드 할 수 있다. 이벤트가 게임 진행에 따라 난이도가 높아지며, 때로는 보너스 도전을 완료해야 한다. 예를 들어, 특정 수의 상대 레이서를 쓰러뜨리거나 차량을 망가뜨리지 않고 레이스를 완주하는 등.

## 시리즈
- 《아스팔트: 어반 GT》 (엔게이지, NDS, J2ME)
- 《아스팔트: 어반 GT 2》 (엔게이지, NDS, PSP, 심비안, J2ME)
- 《아스팔트 3: 스트리트 룰즈》 (엔게이지, 윈도우 모바일, 심비안, J2ME)
- 《아스팔트 4: 엘리트 레이싱》 (iOS, 아이팟, 엔게이지, 윈도 모바일, 심비안, J2ME, DSiWare, 블랙베리 OS)
- 《아스팔트 5》 (iOS, 웹OS, 심비안^3, 윈도우 폰 7, 안드로이드, 바다)
- 《아스팔트 6: 아드레날린》 (iOS, OS X, 안드로이드, 심비안^3, J2ME, 웹OS, 블랙베리 태블릿 OS, 바다)
- 《아스팔트 3D》 (닌텐도 3DS)
- 《아스팔트: 인젝션》 (PS 비타)
- 《아스팔트 7: 히트》 (안드로이드, iOS, 블랙베리 10, 윈도우 폰 8, 윈도우 8)
- 《아스팔트 8: 에어본》 (안드로이드, iOS, 블랙베리 10, 윈도 폰 8, 윈도우 8)
- 《아스팔트 오버드라이브》 (안드로이드, iOS, 윈도우 폰 8, 윈도우 8,윈도우 10)
- 《아스팔트 니트로》 (안드로이드, 자바ME, Tizen)
- 《아스팔트 익스트림 : 오프로드 랠리 레이싱》 (안드로이드, iOS, 윈도우 8, 윈도우 폰 8, 윈도우 10, 윈도우 10 모바일)
- 《아스팔트 스트리트 스톰》 (안드로이드, iOS)
- 《아스팔트 9: 레전드》 (닌텐도 스위치, 안드로이드, ios, 윈도우 10, 윈도우 10 모바일)
- 《아스팔트 레트로》 (웹 브라우저)
- 《아스팔트 니트로 2》 (안드로이드)